# Apamea instabilis
Apamea instabilis là một loài bướm đêm trong họ Noctuidae.